# August Soller

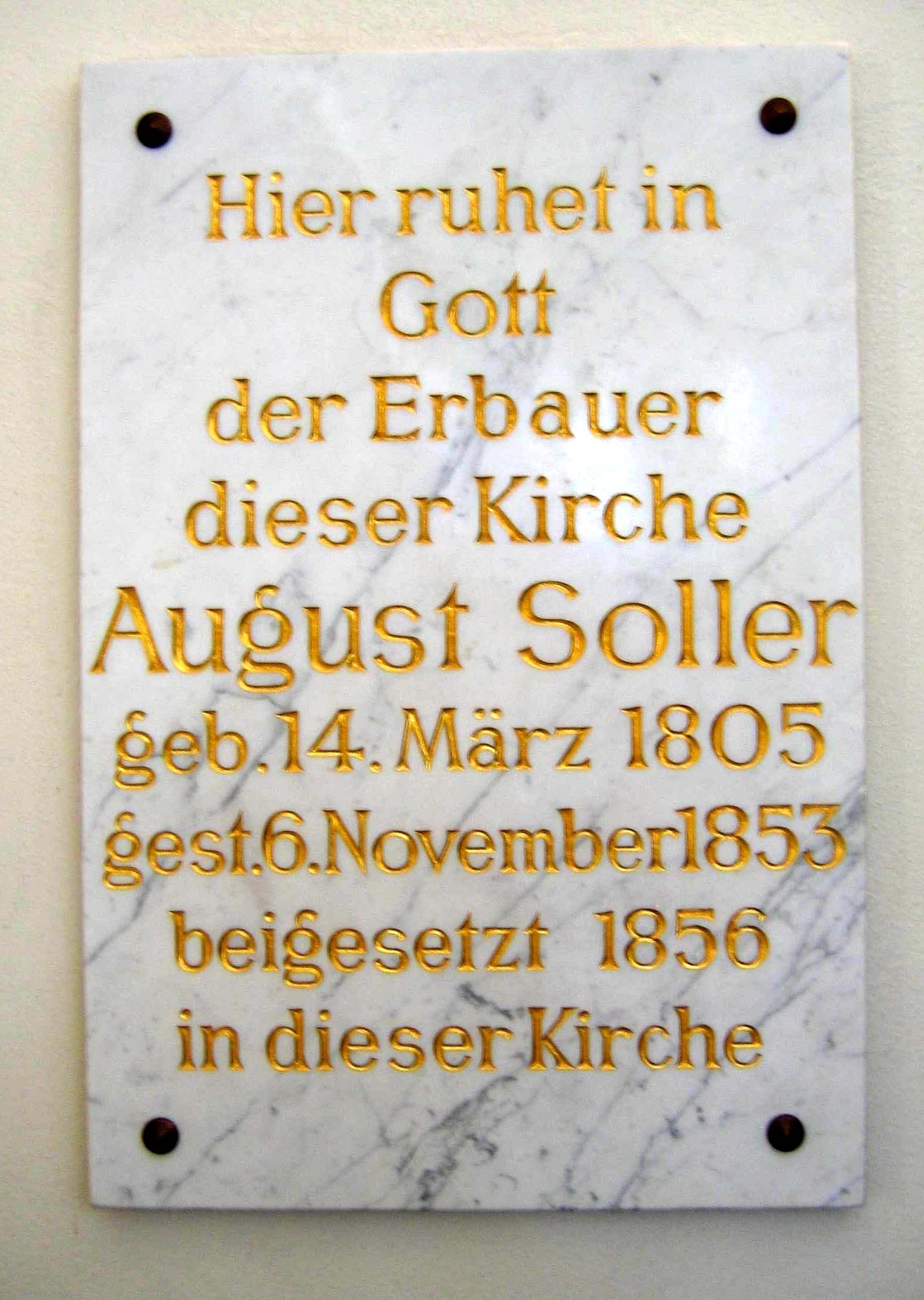
Grabinschrift des in der Sankt-Michael-Kirche beigesetzten August Soller

Johann August Karl Soller (* 14. März 1805 in Erfurt; † 6. November 1853 in Berlin) war ein deutscher Architekt und preußischer Baubeamter. Als ein Hauptvertreter der Schinkelschule war es Sollers Ziel, klassische und mittelalterliche Bauformen zu vereinigen.

## Leben
Soller schloss am 22. Juni 1822 seine Feldmesserprüfung in Erfurt am Mathematischen Institut von E. S. Unger ab. Anschließend suchte er zweieinhalb Jahre praktische Erfahrung beim Erfurter Bauinspektor Loock. Um seine Prüfung als Baumeister vorzubereiten, zog er zur Familie seines Neffen Richard Lucae nach Berlin. Die Prüfung leitete Karl Friedrich Schinkel persönlich. 1830 bis 1833 war er bei der Bezirksregierung in Liegnitz auf dem Lande tätig. Am 1. Juni 1833 bekam er eine Stelle als Landbaumeister bei der Oberbaudirektion in Berlin und wurde Mitglied des Architektenvereins. Im Jahre 1837 kam Soller nach einem vorübergehenden Aufenthalt in Posen als Assessor zur Oberbaudeputation. 1841 übernahm er die Abteilung Kirchenbau, 1843 wurde er Geheimer Oberbaurat und 1851 Vortragender Rat in der Bauabteilung des Handelsministeriums. Zur Sammlung architektonischer Vorbilder in der Oberbaudeputation trug er sechzehn Entwürfe bei. Im Jahr 1846 konnte Soller eine ausgedehnte Italienreise unternehmen. Da seine Gesundheit häufig angegriffen war und er nur 48 Jahre alt wurde, ist sein Gesamtwerk nicht umfangreich. Zu seinen ersten Arbeiten gehört das fast drei Meter hohe Grabmal für Ernst Ludwig von Tippelskirch auf dem Alten Garnisonfriedhof in Berlin (1844). Seine Entwürfe der Turmspitze der Jerusalemkirche (1837) und der Petri- und Markuskirche (1844) wurden nie ausgeführt. Dafür wurde 1840–44 die evangelische Kirche der jungen oberschlesischen Industriegemeinde Königshütte nach seinen Plänen errichtet.
Soller entwarf auch die zweitälteste katholische Kirche in Berlin, die fast vergessene Kirche St. Marien am Behnitz in Spandau (1848 geweiht), die 2002 in privaten Besitz überging und in den Jahren 2002/03 saniert und restauriert wurde. Soller leitete den Bau der Invalidensäule im Invalidenpark (1851–1853) und entwarf den Turm der Luisenstädtischen Kirche. Die katholische Heilig-Kreuz-Kirche in Görlitz wurde in den Jahren 1850 bis 1853 nach Sollers Plänen erbaut. Der Ausbau der Türme der Kirche St. Maria in Soest konnte erst nach Sollers Tod abgeschlossen werden. Sein wichtigstes Werk ist die drittälteste katholische Kirche in Berlin, die im Zweiten Weltkrieg teilweise zerstörte Pfarrkirche St. Michael, für die er schon 1845 erste Pläne entwarf. In ihr wurde er auch beigesetzt, nachdem er 1853 starb, bevor die Bauarbeiten beendet waren.
Soller und seine Ehefrau Friederike Wilhelmine hatten acht Kinder.

## Galerie

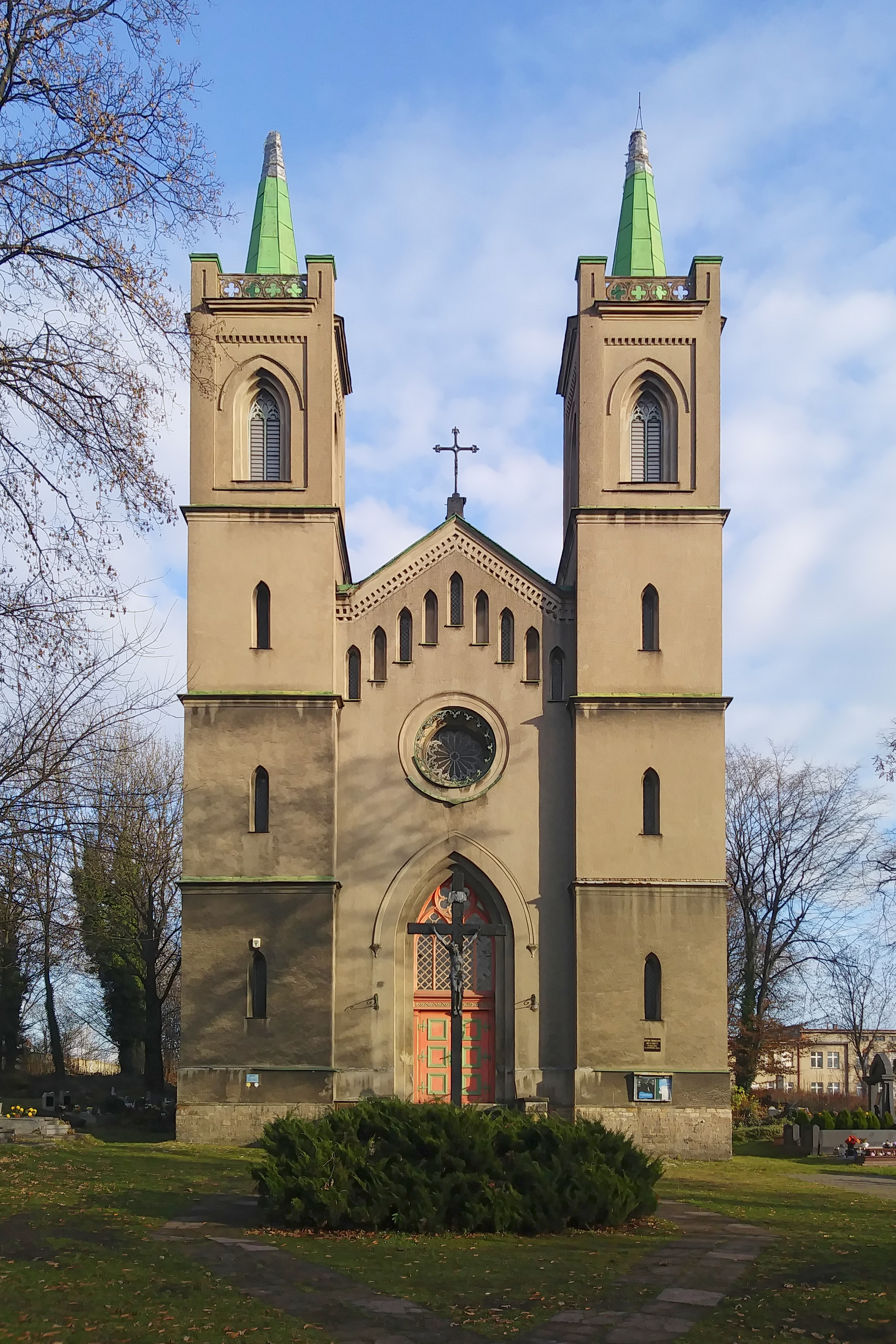
Evangelische Kirche in Königshütte (Oberschlesien), 1840
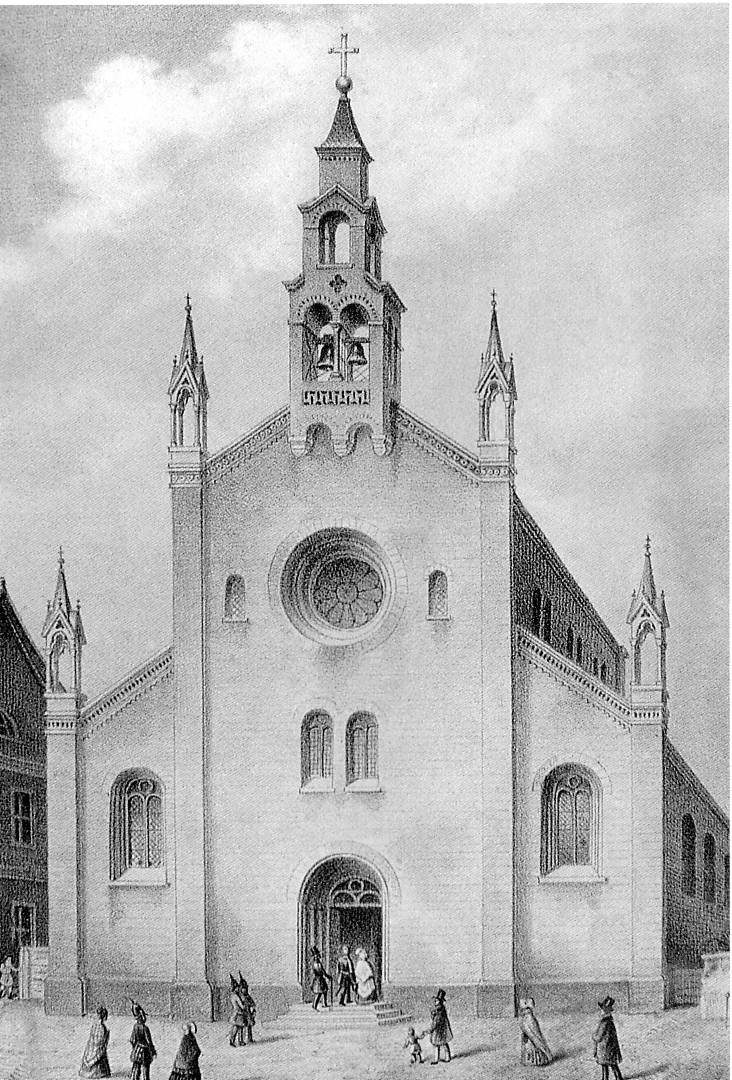
Kirche St. Marien am Behnitz in Berlin-Spandau, 1848
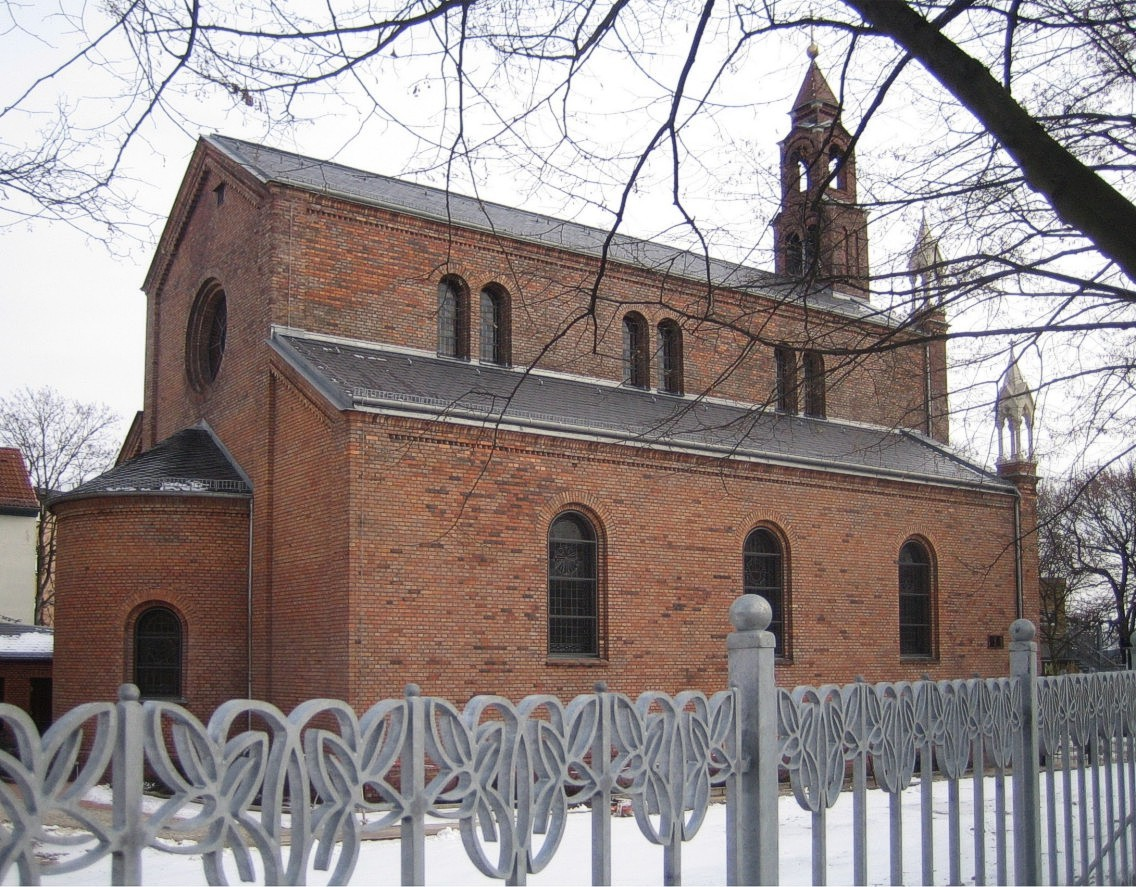
Kirche St. Marien am Behnitz in Berlin-Spandau, 2006
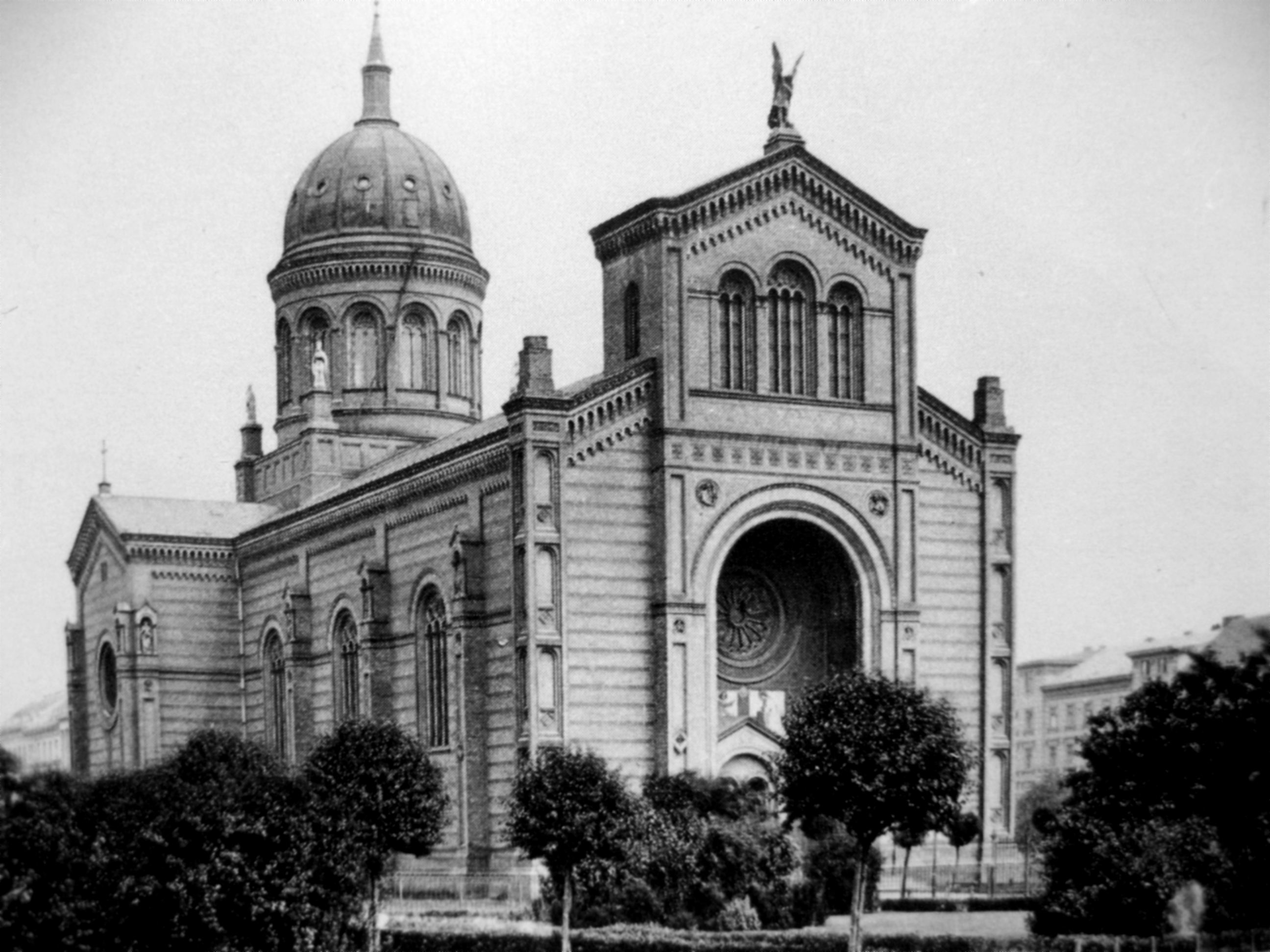
Sankt-Michaels-Kirche in Berlin, 1880
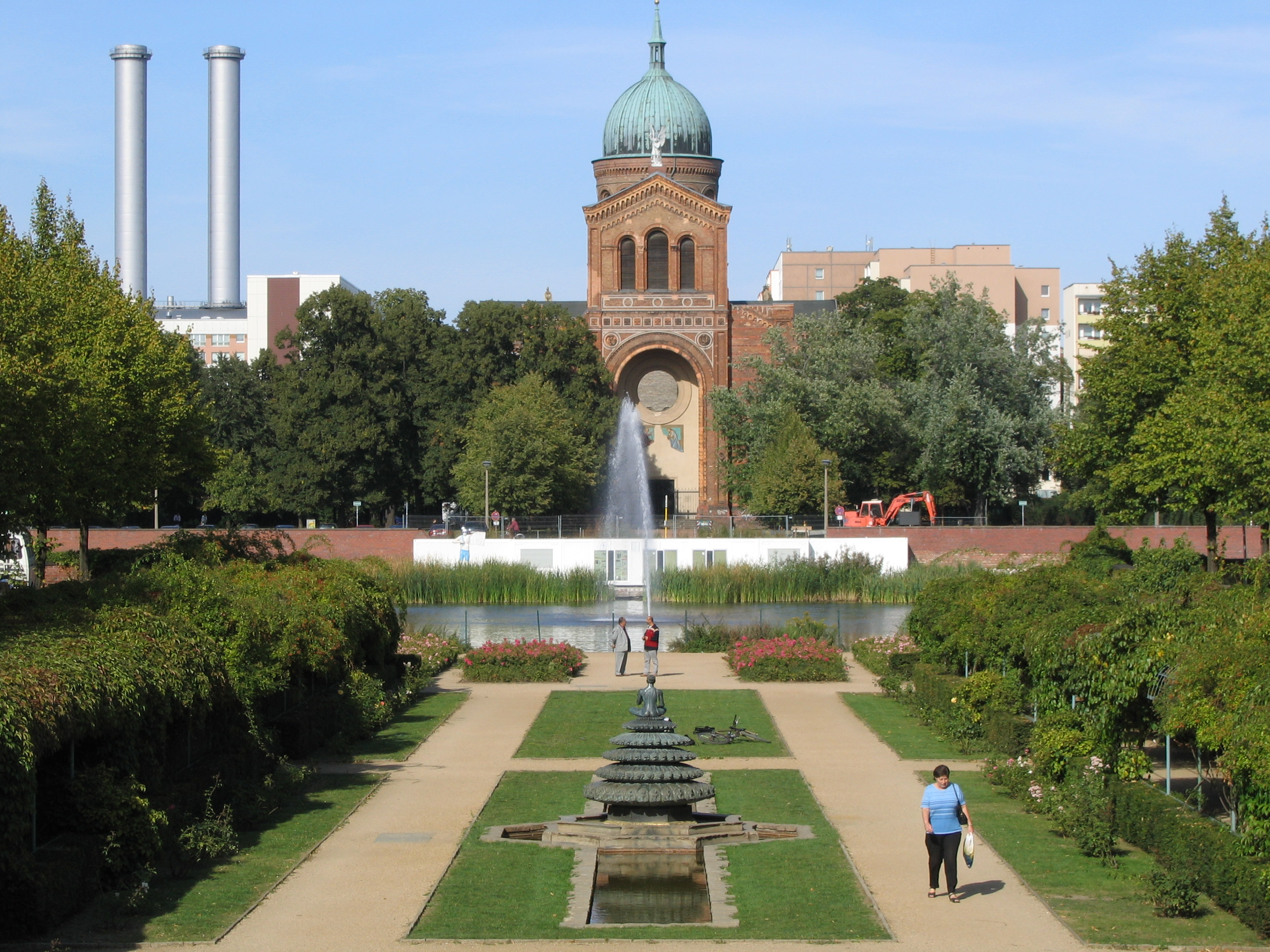
Sankt-Michaels-Kirche in Berlin, Blick über das Engelbecken, 2004

## Schriften
- Entwürfe zu Kirchen, Pfarr- und Schul-Häusern. Zum amtlichen Gebrauch bearbeitet und herausgegeben von der Königlich Preussischen Ober-Bau-Deputation. Riegel, Potsdam. Lfg. 1 (1844) bis Lfg. 13 (1855).